# Стрыпа (Закарпатская область)
Стры́па (укр. Стрипа) — село в Баранинской сельской общине Ужгородского района Закарпатской области Украины.

## География
Занимает площадь 0,15 км². Стоит на реке Цыгань.

## Население
Население по переписи 2001 года составляло 469 человек.

## Инфраструктурная информация
- Почтовый индекс — 89414.
- Телефонный код — 3122.